# Skifferfrötangara
Skifferfrötangara (Sporophila schistacea) är en fågel i familjen tangaror inom ordningen tättingar.

## Utseende
Skifferfrötangaran är en liten finkliknande fågel. Hanen är mestadels skiffergrå, med ljusare buk och vitaktiga fläckar på sidan av halsen och på handpennornas bas. Den gula näbben är kort och knubbig, med böjd övre näbbhalva. Honan är brunaktig och lik andra frötangaror, men urskiljer sig genom den relativt kraftiga mörka näbben och vitaktig buk.

## Utbredning och systematik
Skifferfrötangaran förekommer i ett stort men fragmenterat område från Costa Rica i Centralamerika söderut till Bolivia i Sydamerika. Den delas in i fyra underarter med följande utbredning:
- Sporophila schistacea schistacea – förekommer från sydvästra Costa Rica till Panama och norra Colombia
- Sporophila schistacea subconcolor – förekommer från Belize och Guatemala till Nicaragua
- Sporophila schistacea incerta – förekommer på Stillahavssluttningen i Colombia och Ecuador (Pichincha)
- Sporophila schistacea longipennis – förekommer från det tropiska östra Colombia till Venezuela, Guyana, norra Brasilien och nordvästra Bolivia

Underarten subconcolor inkluderas ofta i nominatformen.

### Familjetillhörighet
Liksom andra finkliknande tangaror placerades denna art tidigare i familjen Emberizidae. Genetiska studier visar dock att den är en del av tangarorna.

## Levnadssätt
Skifferfrötangaran hittas i småflockar i skogsbryn, ibland i mer öppna miljöer. Den påträffas ibland i närheten av frösättande bambu.

## Status och hot
Arten har ett stort utbredningsområde, men tros minska i antal, dock inte tillräckligt kraftigt för att den ska betraktas som hotad. Internationella naturvårdsunionen IUCN listar arten som livskraftig (LC).